# Euaugaptilus mixtus
Euaugaptilus mixtus är en kräftdjursart som beskrevs av Brodsky 1950. Euaugaptilus mixtus ingår i släktet Euaugaptilus och familjen Augaptilidae. Inga underarter finns listade i Catalogue of Life.